# کوین کانوی (هنرپیشه)
کوین کانوی (انگلیسی: Kevin Conway؛ زادهٔ ۲۹ مهٔ ۱۹۴۲ – درگذشته ۵ فوریه ۲۰۲۰) یک بازیگر سینما و کارگردان اهل ایالات متحده آمریکا بود.
از فیلم‌ها یا برنامه‌های تلویزیونی که وی در آن نقش داشته است می‌توان به مشت، شکست‌ناپذیر، یک پلیس خوب، سیزده روز، جنیفر ۸، مرد چمن‌زن ۲، شوالیه سیاه، به من ایمان داشته باش، فاجعه و اعتراف اشاره کرد.